# LZB

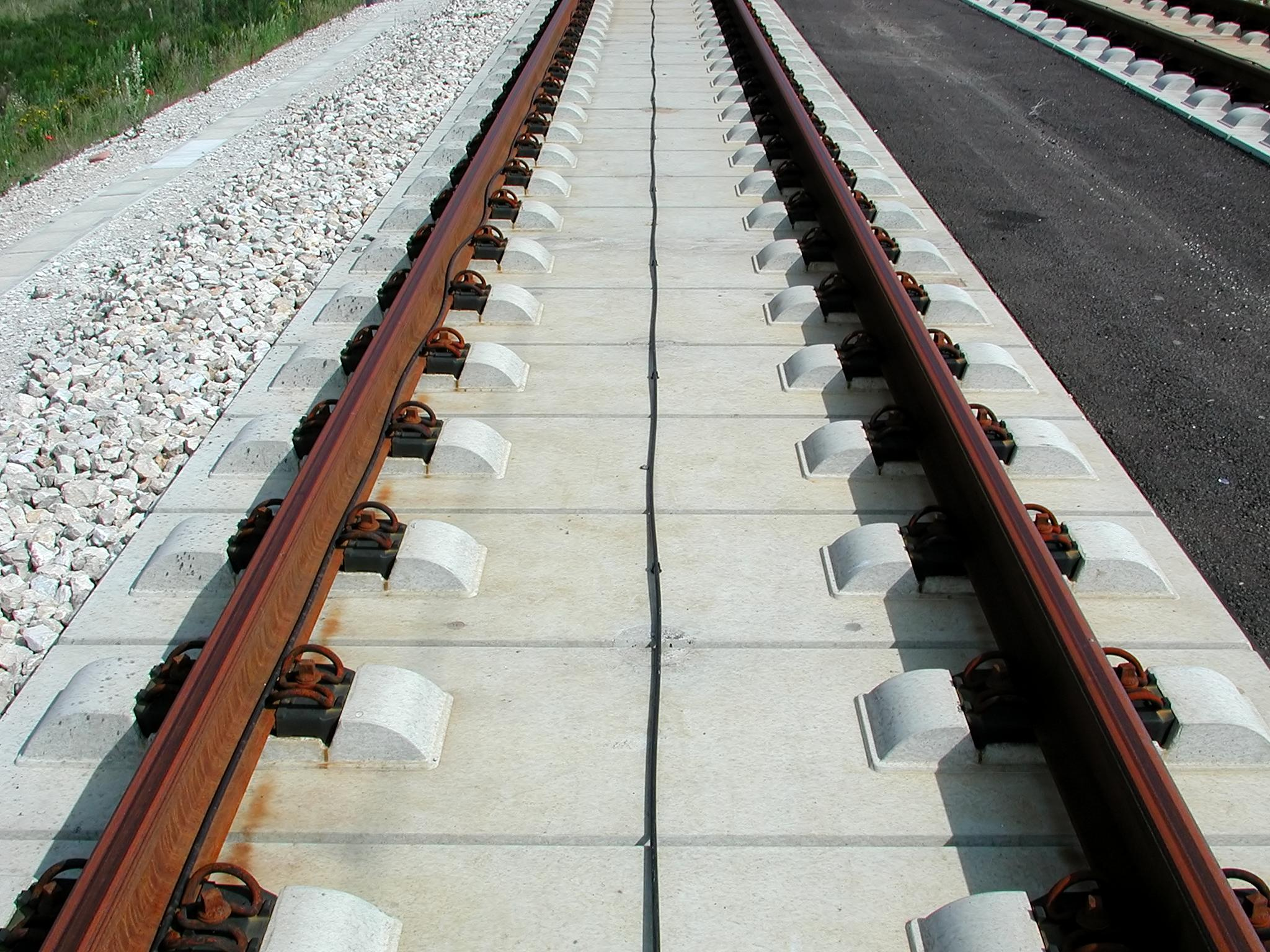
設有LZB环线的軌道。注意左側軌道中央的电缆

LZB（德語：Linienzugbeeinflussung或Linienförmige Zugbeeinflussung），是部分德國聯邦鐵路、奧地利聯邦鐵路、西班牙高速鐵路以及部分西班牙的通勤鐵路的機車信號以及列車保護系統。LZB系統強制設於德國所有可運行超過160公里/小時的鐵路線以及設於西班牙所有可運行超過220公里/小時的鐵路。同時也有部分較慢的鐵路線和地鐵路線使用以增加容量。德語全名“Linienzugbeeinflussung”意為連續列車控制。
LZB已經決定將要棄用，並預定於2023至2030年由歐洲列車控制系統（ETCS）取代。